# Урум-эль-Кубра
Урум-эль-Кубра (араб. أورم الكبرى‎) — посёлок в провинции Алеппо в 10 км к западу от её административного центра на дороге Халеб-Идлиб. Население свыше 5 тыс. жителей (2004).

## Гражданская война в Сирии
19 сентября 2016 года здесь был уничтожен гуманитарный конвой c логотипами ООН, состоящего из 31 грузовика. В ходе атаки, которая произошла в 19:15 по местному времени, погибло 20 человек, в том числе руководитель сирийского отделения Красного Полумесяца Омар Баракат. По заявлению официальных представителей США удар по колонне совершила авиация Сирии или России. Представители России обвинили в атаке местные повстанческие группировки.
27 ноября 2024 года посёлок был занят наступающими силами Сирийской оппозиции из «Хайят Тахрир аш-Шам».